# 1000-daagse Oorlog

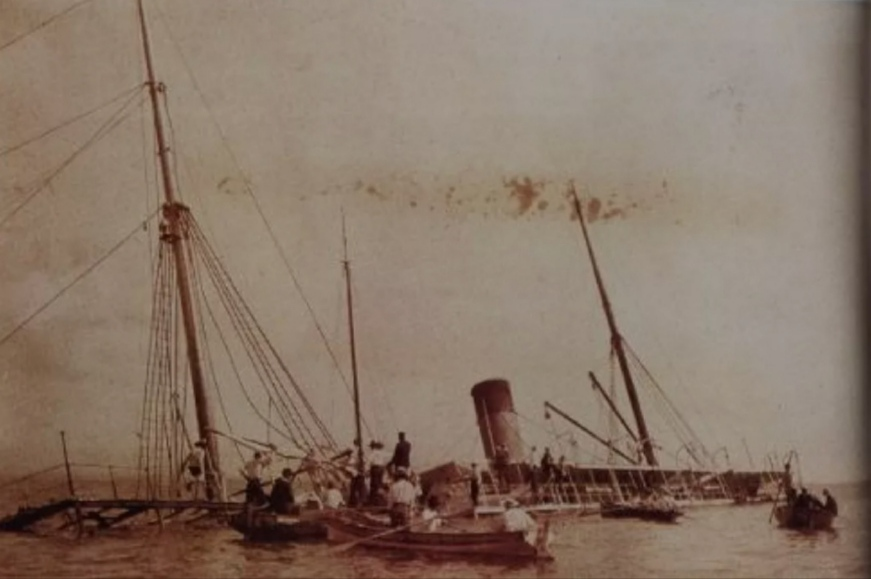
Het zinken van de Lautaro (20 januari 1902, Panama Stad)

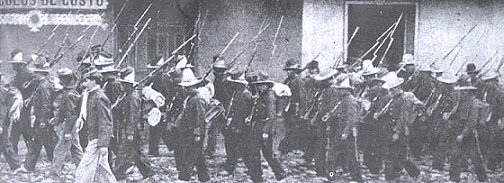
Soldaten van de conservatieven tijdens de 1000-daagse Oorlog

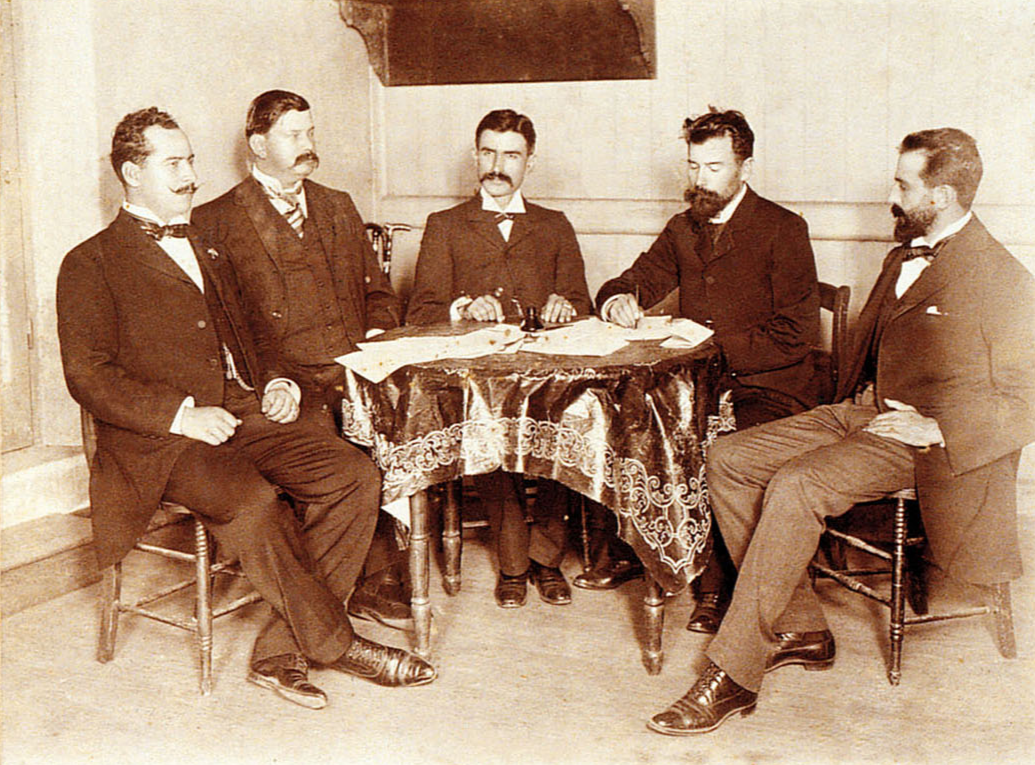
Tekenen van het verdrag van Wisconsin

De 1000-daagse Oorlog (Spaans: Guerra de los mil días) van 1899 tot 1902 was een Colombiaanse burgeroorlog tussen de conservatieven en liberalen.
De spanning tussen de conservatieven en liberalen bestond reeds tachtig jaar voordat de liberalen in 1899 een opstand tegen de conservatieven voorbereidden in Panama, wat toen nog tot Groot-Colombia behoorde. Het treffen, op 24 juli 1899, resulteerde in een bloedige nederlaag van de slecht georganiseerde en slecht bewapende liberalen tegen het professionele leger onder leiding van de conservatieven. Amerikaanse, Britse en Franse consuls bereikten een wapenstilstand ten behoeve van de verzorging van de gewonden. Naar schatting vielen er 100.000 doden. Na de slag trokken de liberalen zich terug in een guerrillaoorlog, die vooral in Panama werd uitgevochten.
Op 21 november 1902 werd aan boord van het Amerikaanse slagschip Wisconsin een vredesverdrag getekend, waarbij de liberalen hun gewapend verzet opgaven.